# Pierwszy rząd Harolda Wilsona

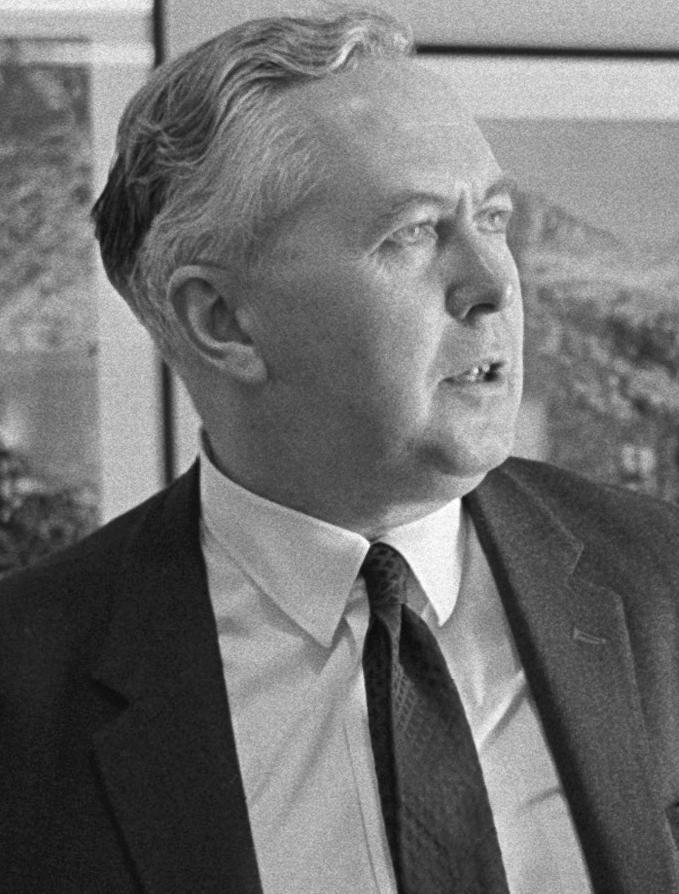
Harold Wilson, premier, pierwszy lord skarbu, minister służby cywilnej

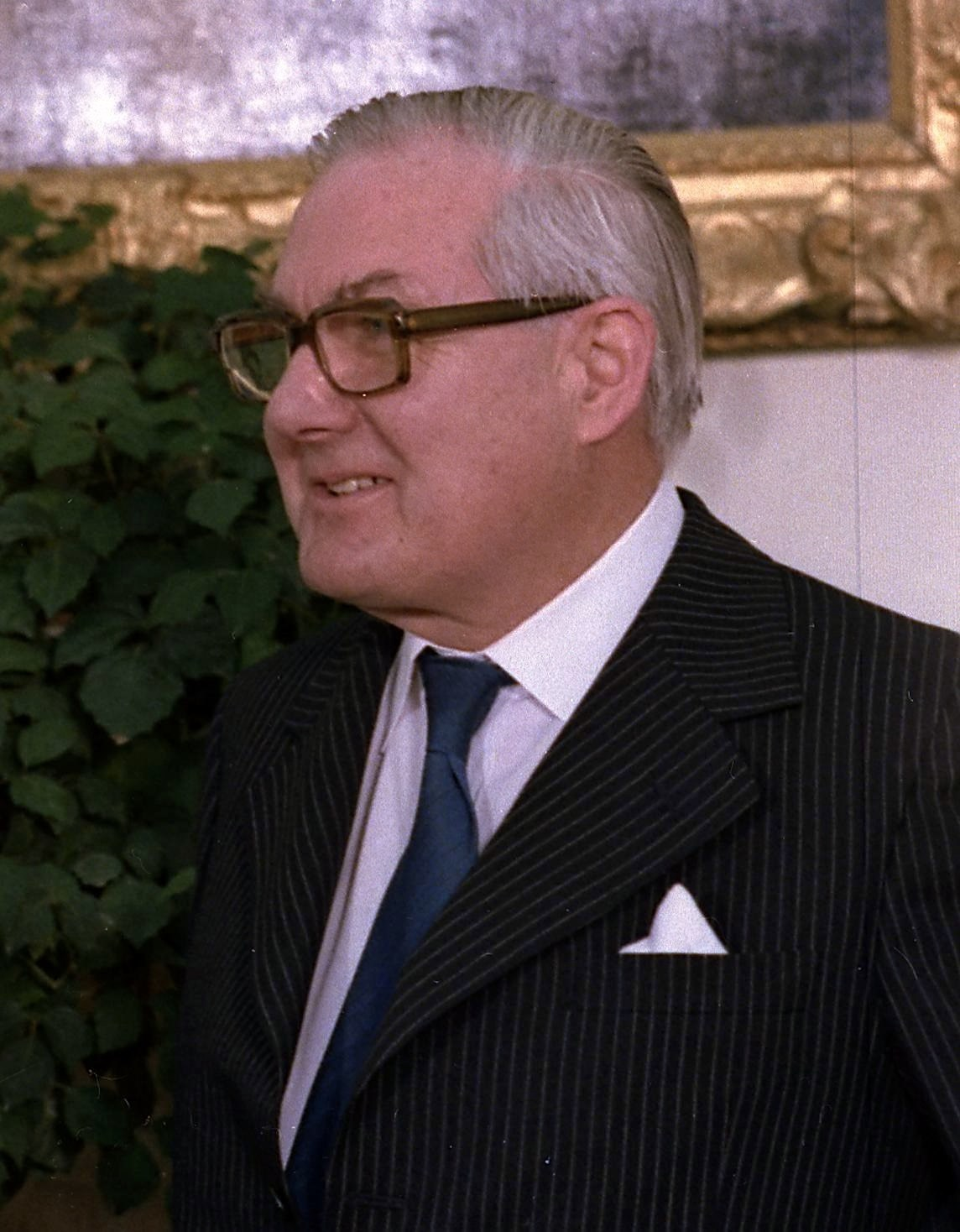
James Callaghan, kanclerz skarbu

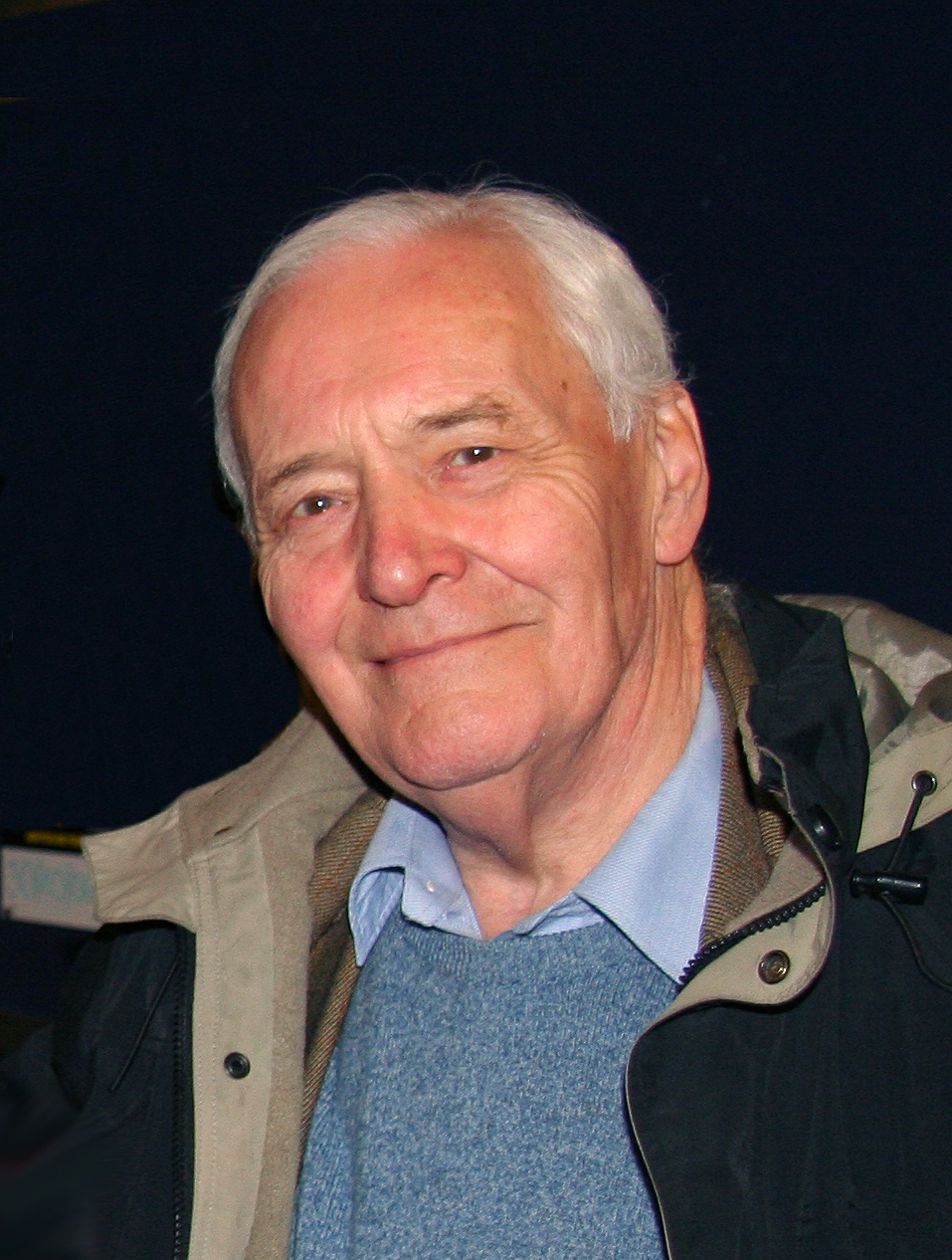
Tony Benn, poczmistrz generalny, minister technologii

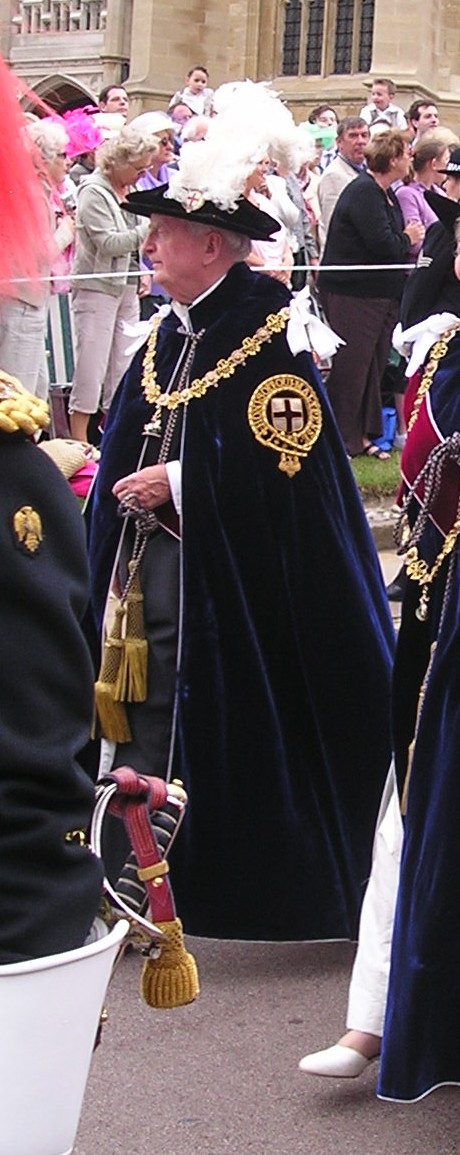
John Morris, parlamentarny sekretarz w ministerstwie mocy, parlamentarny sekretarz w ministerstwie transportu

Pierwszy rząd Partii Pracy pod przewodnictwem Harola Wilsona powstał po wyborach w październiku 1964 r. i przetrwał do kolejnych wyborów w kwietniu 1966 r.
Członków ścisłego gabinetu wyróżniono tłustym drukiem.

## Skład rządu
| Urząd                                                                         | Imię i nazwisko | Kadencja                                |
| ----------------------------------------------------------------------------- | --- | --------------------------------------- |
| Premier Pierwszy lord skarbu Minister służby cywilnej                         | Harold Wilson | 1964–1966                               |
|                                                                               | |                                         |
| Pierwszy sekretarz stanu                                                      | George Brown | 1964–1966                               |
| Lord kanclerz                                                                 | Gerald Gardiner, baron Gardiner                                                                                               | 1964–1966                               |
| Lord przewodniczący Rady                                                      | Herbert Bowden | 1964–1966                               |
| Lord tajnej pieczęci                                                          | Frank Pakenham, 7. hrabia Longford Frank Soskice                                                                              | 1964–1965 1965–1966                     |
| Kanclerz skarbu                                                               | James Callaghan | 1964–1966                               |
| Naczelny sekretarz skarbu                                                     | John Diamond | 1964–1966                               |
| Parlamentarny sekretarz skarbu                                                | Edward Short | 1964–1966                               |
| Finansowy sekretarz skarbu                                                    | Niall MacDermot | 1964–1966                               |
| Ekonomiczny sekretarz skarbu                                                  | Anthony Crosland | 1964                                    |
| Minister spraw ekonomicznych                                                  | George Brown | 1964–1966                               |
| Minister stanu w ministerstwie spraw ekonomicznych                            | Anthony Crosland Austen Albu                                                                                                  | 1964–1965 1965–1966                     |
| Podsekretarz stanu w ministerstwie spraw ekonomicznych                        | Maurice Foley Bill Rodgers | 1964–1966                               |
| Lord skarbu                                                                   | George Rodgers George Lawson Jack McCann Ifor Davies Harriet Slater John Silkin                                               | 1964–1966                               |
| Minister spraw zagranicznych                                                  | Patrick Gordon Walker Michael Stewart                                                                                         | 1964–1965 1965–1966                     |
| Minister stanu w Foreign Office                                               | Hugh Foot, baron Caradon George Thomson Walter Padley Alun Jones, baron Chalfont                                              | 1964–1966                               |
| Podsekretarz stanu w Foreign Office                                           | Henry Walston, baron Walston                                                                                                  | 1964–1966                               |
| Minister spraw wewnętrznych                                                   | Frank Soskice Roy Jenkins | 1964–1965 1965–1966                     |
| Minister stanu w Home Office                                                  | Alice Bacon | 1964–1966                               |
| Podsekretarz stanu w Home Office                                              | Victor Collins, baron Stonham George Thomas                                                                                   | 1964–1966                               |
| Minister rolnictwa, rybołówstwa i żywności                                    | Fred Peart | 1964–1966                               |
| Parlamentarny sekretarz w ministerstwie rolnictwa, rybołówstwa i żywności     | John Mackie James Hoy | 1964–1966                               |
| Minister stanu ds. lotnictwa                                                  | Roy Jenkins Frederick Mulley                                                                                                  | 1964–1965 1965–1966                     |
| Parlamentarny sekretarz ds. lotnictwa                                         | John Stonehouse | 1964–1966                               |
| Minister ds. kolonii                                                          | Anthony Greenwood Frank Pakenham, 7. hrabia Longford                                                                          | 1964–1965 1965–1966                     |
| Podsekretarz stanu w ministerstwie ds. kolonii                                | Eirene White Stephen Taylor, baron Taylor Frank Beswick, baron Beswick                                                        | 1964–1965 1964–1966 1965–1966           |
| Minister ds. Wspólnoty Narodów                                                | Arthur Bottomley | 1964–1966                               |
| Minister stanu w ministerstwie ds. Wspólnoty Narodów                          | Cledwyn Hughes | 1964–1966                               |
| Podsekretarz stanu w ministerstwie ds. Wspólnoty Narodów                      | Stephen Taylor, baron Taylor Frank Beswick, baron Beswick                                                                     | 1964–1965 1965–1966                     |
| Minister obrony                                                               | Denis Healey | 1964–1966                               |
| Minister stanu ds. armii                                                      | Frederick Mulley Gerald Reynolds                                                                                              | 1964–1965 1965–1966                     |
| Podsekretarz stanu ds. armii                                                  | Gerald Reynolds Merlyn Rees                                                                                                   | 1964–1965 1965–1966                     |
| Minister stanu ds. marynarki wojennej                                         | Christopher Mayhew Joseph Mallalieu                                                                                           | 1964–1966 1966                          |
| Podsekretarz stanu ds. marynarki wojennej                                     | Joseph Mallalieu | 1964–1966                               |
| Minister stanu ds. sił powietrznych                                           | Edward Shackleton, baron Schackleton                                                                                          | 1964–1966                               |
| Podsekretarz stanu ds. sił powietrznych                                       | Bruce Millan | 1964–1966                               |
| Minister edukacji i nauki                                                     | Michael Stewart Anthony Crosland                                                                                              | 1964–1965 1965–1966                     |
| Minister stanu w ministerstwie edukacji i nauki                               | Bertram Bowden, baron Bowden Reginald Prentice Edward Redhead                                                                 | 1964–1965 1964–1966 1965–1966           |
| Podsekretarz stanu w ministerstwie edukacji i nauki                           | James Boyden Denis Howell Jannie Lee                                                                                          | 1964–1965 1964–1966 1965–1966           |
| Minister zdrowia                                                              | Kenneth Robinson | 1964–1966                               |
| Parlamentarny sekretarz w ministerstwie zdrowia                               | Barnett Stross Charles Loughlin                                                                                               | 1964–1965 1965–1966                     |
| Minister ds. budownictwa i samorządu lokalnego                                | Richard Crossman | 1964–1966                               |
| Parlamentarny sekretarz w ministerstwie ds. budownictwa i samorządu lokalnego | Bob Mellish James MacColl | 1964–1966                               |
| Minister pracy                                                                | Ray Gunter | 1964–1966                               |
| Kanclerz Księstwa Lancaster                                                   | Douglas Houghton | 1964–1966                               |
| Minister ds. ziemi i zasobów naturalnych                                      | Frederick Willey | 1964–1966                               |
| Parlamentarny sekretarz w ministerstwie ds. ziemi i zasobów naturalnych       | Lord Mitchison Arthur Skeffington                                                                                             | 1964–1966                               |
| Minister ds. rozwoju zamorskiego                                              | Barbara Castle Anthony Greenwood                                                                                              | 1964–1965 1965–1966                     |
| Parlamentarny sekretarz w ministerstwie ds. rozwoju zamorskiego               | Albert Oram | 1964–1966                               |
| Paymaster-General                                                             | George Wigg | 1964–1966                               |
| Minister bez teki                                                             | Eric Fletcher Arthur Champion, baron Champion                                                                                 | 1964–1966                               |
| Minister emerytur i zabezpieczenia socjalnego                                 | Margaret Herbison | 1964–1966                               |
| Parlamentarny sekretarz w ministerstwie emerytur i zabezpieczenia socjalnego  | Harold Davies Norman Pentland                                                                                                 | 1964–1966                               |
| Poczmistrz generalny                                                          | Tony Benn | 1964–1966                               |
| Asystent poczmistrza generalnego                                              | Joseph Slater | 1964–1966                               |
| Minister mocy                                                                 | Frederick Lee | 1964–1966                               |
| Parlamentarny sekretarz w ministerstwie mocy                                  | John Morris George Lindgren, baron Lindgren                                                                                   | 1964–1966 1966                          |
| Minister prac publicznych                                                     | Charles Pannell | 1964–1966                               |
| Parlamentarny sekretarz w ministerstwie prac publicznych                      | Jannie Lee James Boyden | 1964–1965 1965–1966                     |
| Minister ds. Szkocji                                                          | William Ross | 1964–1966                               |
| Minister stanu w ministerstwie ds. Szkocji                                    | George Willis | 1964–1966                               |
| Podsekretarz stanu w ministerstwie ds. Szkocji                                | William Hughes, baron Hughes Judith Hart Dickson Mabon                                                                        | 1964–1966                               |
| Minister technologii                                                          | Frank Cousins Tony Benn | 1964–1966 1966                          |
| Parlamentarny sekretarz w ministerstwie technologii                           | Julian Snow Richard Marsh | 1964–1966 1965–1966                     |
| Przewodniczący Zarządu Handlu                                                 | Douglas Jay | 1964–1966                               |
| Minister stanu ds. handlu                                                     | George Darling Edward Redhead Roy Mason Wilfred Brown, baron Brown                                                            | 1964–1966 1964–1965 1964–1966 1965–1966 |
| Parlamentarny sekretarz przy Zarządzie Handlu                                 | Hervey Rhodes, baron Rhodes                                                                                                   | 1964–1966                               |
| Minister transportu                                                           | Thomas Fraser Barbara Castle                                                                                                  | 1964–1965 1965–1966                     |
| Parlamentarny sekretarz w ministerstwie transportu                            | George Lindgren, baron Lindgren Stephen Swingler John Morris                                                                  | 1964–1966 1966                          |
| Minister ds. Walii                                                            | Jim Griffiths | 1964–1966                               |
| Minister stanu w ministerstwie ds. Walii                                      | Goronwy Roberts | 1964–1966                               |
| Podsekretarz stanu w ministerstwie ds. Walii                                  | Harold Finch | 1964–1966                               |
| Prokurator generalny                                                          | Elwyn Jones | 1964–1966                               |
| Solicitor General Anglii i Walii                                              | Dingle Foot | 1964–1966                               |
| Lord adwokat                                                                  | George Stott | 1964–1966                               |
| Solicitor General Szkocji                                                     | James Leechman Henry Wilson                                                                                                   | 1964–1965 1965–1966                     |
| Skarbnik Dworu Królewskiego                                                   | Sydney Irving | 1964–1966                               |
| Kontroler Dworu Królewskiego                                                  | Charles Grey | 1964–1966                               |
| Wiceszambelan Dworu Królewskiego                                              | William Whitlock | 1964–1966                               |
| Kapitan Gentlemen-at-Arms                                                     | Malcolm Shepherd, 2. baron Shepherd                                                                                           | 1964–1966                               |
| Kapitan Ochotników Gwardii                                                    | Frank Bowles, baron Bowles | 1964–1966                               |
| Lord-in-waiting                                                               | Charles Hobson, baron Hobson Frank Beswick, baron Beswick Reginald Sorensen, baron Sorensen Norah Phillips, baronowa Phillips | 1964–1966 1964–1965 1964–1966 1965–1966 |